# Libuše Dušková
Libuše Dušková (* 27. ledna 1930 Česká Třebová) je česká anglistka, zabývající se popisem současného anglického jazyka (morfologií, zejména však syntaxí, nadvětnou rovinou, zvl. aktuálním členěním větným, a stylistikou z konfrontačního hlediska, tj. porovnáváním angličtiny s češtinou), autorka první soustavné akademické mluvnice angličtiny u nás.

## Profesní dráha
Po studiu angličtiny-češtiny na Filozofické fakultě Univerzity Karlovy (1949–1953), kde mezi jejími učiteli byli Bohumil Trnka, který ji považoval za svou nejlepší žačku, Josef Vachek, Ivan Poldauf a Zdeněk Vančura, pracovala na Katedře jazyků ČSAV (1954–1968, od r. 1964 vědecká pracovnice; 1964 titul CSc., 1966 PhDr. v oboru anglický jazyk na FF UK). V období 1968–1985 působila jako samostatná vědecká pracovnice v Ústavu jazyků a literatur ČSAV (pozdější Kabinet cizích jazyků ČSAV, začleněný pak do Ústavu pro jazyk český), kde vznikalo její stěžejní dílo, vysokoškolská mluvnice angličtiny (1988), předložené jako habilitační práce. Zásadní význam po pražskou anglistiku mělo její působení v letech 1985–2005 na Katedře (od r. 1994 Ústavu) anglistiky a amerikanistiky FF UK ve funkci vedoucí lingvistické sekce; externě zde vyučuje i nadále (Ústav anglického jazyka a didaktiky). Dušková sem přišla po odchodu I. Poldaufa, nově koncipovala výuku lingvistické anglistiky, postupně přizvala a vychovala mladé spolupracovníky a pozvedla tak pražskou anglistiku na nebývalou odbornou úroveň. Po r. 1989 se dočkala i náležitého ocenění své práce a obdržela tituly docentka, DrSc. (1990) a profesorka (1992) anglického jazyka a konečně v r. 2007 titul emeritní profesorka UK. Během svého působení zprostředkovala kontakty pracoviště s nejvýznamnějšími evropskými anglisty, mezi nimiž byl Randolph Quirk (dr. h. c. UK, 1997, z jejího podnětu), Geoffrey Leech (dr. h. c. UK, 2012), Jan Svartvik, Sidney Greenbaum, Gabriele Steinová, Wolf-Dietrich Bald, Gerhard Nickel, Karin Aijmerová, Manfred Görlach a řada dalších.

## Aktivity
Její odborné zaměření bylo v počátku dáno pracovní náplní na Katedře jazyků ČSAV, kde vyučovala vědecké aspiranty, a mezi její hlavní zájmy patřila tvorba příruček pro výuku odborné angličtiny (1959, 1961, 1965, 1970) a didaktická problematika (kandidátská práce Příspěvek k otázkám jazykové správnosti v současné angličtině, 1964). S přechodem na nové pracoviště se začala věnovat teoretickým otázkám, které předznamenává anglický překlad klíčové práce Viléma Mathesia Obsahový rozbor současné angličtiny (1961), vytvořený na popud J. Vachka. Zásadním počinem Duškové (s dílčím přispěním několika spoluautorů, kap. 9 a 13,5) bylo napsání Mluvnice současné angličtiny na pozadí češtiny (1988, 3. vyd. 2003; cena rektora Karlovy univerzity za nejlepší učebnici roku 1989), které lze považovat za vyvrcholení snah české anglistiky o původní ucelený synchronní popisu angličtiny na teoretickém základě funkčního strukturalizmu formulovaného Pražským lingvistickým kroužkem. Předcházely tomu dílčí studie, z nichž nejdůležitější, publikované do r. 1995, vyšly souborně ve dvou svazcích jako Studies in the English Language (1999a, Part I, II). Vedle jejích dlouholetých témat (zejm. anglické sloveso, syntax věty jednoduché, jmenných tvarů slovesných, souvětí, sémantika záporu, kategorie určenosti) tvoří hlavní oblasti jejího vědeckého zájmu aktuální členění větné (1998, 1999b, 2002a, 2005a), nadvětná syntax (1997) a konstantnost syntaktické funkce mezi angličtinou a češtinou (2002b, 2004a, 2004b, 2005b, 2005c, 2006a). Mezinárodní ohlas mělo vydání anglického překladu Vachkova Dictionnaire de linguistique de l’École de Prague z r. 1960 (2003), které redigovala a spolupřekládala.
Spolu s vědeckou a pedagogickou činností se věnovala řadě dalších aktivit, kterými přispěla k rozvoji anglistiky, a to jako předsedkyně redakční rady Acta Universitatis Carolinae – Philologica, vedoucí redaktorka časopisu Linguistica Pragensia, předsedkyně Kruhu moderních filologů, členka Ediční komise FF UK, členka výboru Pražského lingvistického kroužku, editorka Prague Studies in English.

## Publikace

### Výběr z vlastních publikací
- Dušková, L., Bubeníková, L., Caha, J. (1959, další vyd. 1964, 1969, 1971, 1979, 1991, 1999): Stručná mluvnice angličtiny, Praha: Academia.
- Dušková, L., Bubeníková, L., Caha, J. (1961, další vyd. 1962, 1964): Angličtina pro vědecké a odborné pracovníky. Základní kurs. Praha: Academia.
- Dušková, L., Bubeníková, L., (1965, 2. vyd. 1971): Angličtina pro vědecké a odborné pracovníky. Kurs pro středně pokročilé, Praha: Academia.
- Dušková, L. (1969, přetisky 1983, 1991): „On Sources of Errors in Foreign Language Learning“, IRAL 7, 11-36.
- Dušková, L., Rejtharová, V., Bubeníková L. (1970, 2. vyd. 1981): Mluvená angličtina pro vědecké a odborné pracovníky, Praha: Academia.
- Dušková, L. (1975): V. Mathesius, A Functional Analysis of Present Day English on a General Linguistic Basis, Praha: Academia (reedice, World Publishing Company, Peking 2008).
- Dušková, L., Rejtharová, V., Bubeníková L. (1982): Hovorová angličtina, English, pre vedeckých a odborných pracovníkov, Bratislava: Veda.
- Dušková, L. et al. (1988, 2. vyd. 1994, 3. vyd. 2003, 2006): Mluvnice současné angličtiny na pozadí češtiny, Praha: Academia.
- Dušková, L. (1989): „Modern Praguian Linguistics and its Potential Implications for the Writing of Grammars“. In: Graustein, G., Leitner, G. (eds) Reference Grammars and Modern Linguistic Theory, Tübingen, 76-89.
- Dušková, L. (1991): „English Grammars in Postwar Czechoslovakia“. In: Leitner, G., ed.: English Traditional Grammars, Amsterdam/Philadelphia: J. Benjamins, 175-204.
- Dušková, L. (1995): Syntax současné angličtiny. Sbírka textů a příkladů k syntaktickému rozboru, UK v Praze, Karolinum.
- Dušková, L. (1997): „Textual Links as Indicators of Different Functional Styles“, AUC – Philologica, Prague Studies in English 21, 113-123.
- Dušková, L. (1998): „Syntactic forms of the Presentation Scale and their Differentiation“, LP[1] 8, 36-43.
- Dušková, L. (1999a): Studies in the English Language, Part I, II, UK v Praze, Karolinum.
- Dušková, L. (1999b): „Basic Distribution of Communicative Dynamism vs. Nonlinear Indication of Functional Sentence Perspective“, TCLP NS 3,[2] 249-261.
- Dušková, L. (2000): „Expressing Indefiniteness in English“, AUC – Philologica, Prague Studies in English 22, 33-50.
- Dušková L., Klégr, A., Markéta M., Šaldová P. (2001): Morfologie současné angličtiny. Sbírka cvičení, příkladů a textů k morfologickému rozboru, UK v Praze, Karolinum.
- Dušková, L. (2002a): „Synonymy vs. Differentiation of Variant Syntactic Realizations of FSP Functions”, TCLP NS 4,[2] 251-261.
- Dušková, L. (2002b): „Constancy of Syntactic Function Across Languages“. In: Hladký, J. (ed.) Language and Function. To the Memory of Jan Firbas, Amsterdam/Philadelphia: J. Benjamins, 127-145.
- Dušková L., Klégr A. (2002c): „Coordination as a factor in article usage“, Brno Studies in English 28, SPFFBU, Brno, 27-56.
- Dušková, L. (ed.)(2003): Dictionary of the Prague School of Linguistics, Amsterdam/Philadelphia: J. Benjamins.
- Dušková, L. (2004a): „Syntactic Constancy of the Subject Complement 1. A Comparison between Czech and English“, LP 14[1], 57-71.
- Dušková, L. (2004b): „Syntactic Constancy of Adverbials between English and Czech“, AUC – Philologica, Prague Studies in English 23, 111-126.
- Dušková, L. (2005a): „From the Heritage of Vilém Mathesius and Jan Firbas: Syntax in the Service of FSP“. In: Theory and Practice in English Studies 3, 7- 23, Masaryk University in Brno.
- Dušková, L. (2005b): „Syntactic Constancy of the Subject Complement 2. A Comparison between English and Czech“, LP 15,[1] 1-17.
- Dušková, L. (2005c): „Konstantnost syntaktické funkce mezi jazyky“, SS 66,[3] 243-260.
- Dušková, L. (2006a):“Syntactic Constancy of the Verb between English and Czech“, AUC – Philologica, Prague Studies in English 24, 19-44.
- Dušková, L. (2006b): “A Praguian view of Professor Josef Hladký’s work“. In: Discourse and Interaction 2, R. Povolná, O. Dontcheva-Navratilova (ed.), Sborník prací Pedagogické fakulty Masarykova univerzity, 198/7, Brno: PF MU, s. 9–14.
- Dušková, L. (2008): „Vztahy mezi sémantikou a aktuálním členěním z pohledu anglistických členů Pražského lingvistického kroužku“, SS 69 (1-2),[3] 67-77.
- Dušková, L. (2008): „Theme Movement in Academic Discourse“. In: M. Procházka, J. Čermák (eds) Shakespeare between the Middle Ages and Modernity. From Translator’s Art to Academic Discourse. A Tribute to Professor Martin Hilský, Praha, FF UK.
- Dušková, L. (2015): From Syntax to Text: the Janus Face of Functional Sentence Perspective, UK v Praze, Karolinum.[4]

### Biografické statě
- Klégr, A. (1999): „In Search of the System in the Teeth of the System“. In Dušková 1999a, Part I, 347-354.
- Leech, G. (1999): Foreword. In Dušková 1999a, Part I, 5-7.
- Firbas, J. (1999): Foreword. In Dušková 1999a, Part II, 7-8.
- Klégr A. (2000): „Libuše Dušková, or so much to do“, LP 10/2,[1] 94-96
- Čermák, J. (2005): „Libuše Dušková, or Living to the Letter“, LP 15,[1] 35-36.
- Klégr, A. (2005): „Životní jubileum profesorky Libuše Duškové“, ČMF[5] 87, 62-64.
- Klégr, A. (2010): „Libuše Dušková: Ohlédnutí významné anglistky“, ČMF[5] 92/1-2, 125-127.
- Malá, M., Šaldová, P. (2015): „Libuše Dušková - janusovská tvář české anglistické jazykovědy“, ČMF[5] 97/2, 229-231.

### Recenze publikací
- Jindra, M. (1959/1960): „Nová příručka anglické mluvnice (L. Dušková, L. Bubeníková, J. Caha, Stručná mluvnice angličtiny)“, CJ 3, 327-329.
- Nosek, J. (1960): L. Dušková, L. Bubeníková, J. Caha, Stručná mluvnice angličtiny, ČMF[5] 42, 126-127.
- Klégr, A. (1990): L. Dušková et al., Mluvnice současné angličtiny na pozadí češtiny, PP 33,[6] 215-218.